# Campodea linsleyi
Campodea linsleyi är en urinsektsart som beskrevs av Otto Conde och Thomas 1957. Campodea linsleyi ingår i släktet Campodea och familjen Campodeidae. Inga underarter finns listade.